# Affare di famiglia
Affare di famiglia (titolo originale Family Affair) è un romanzo giallo della scrittrice statunitense Mignon Good Eberhart, importante autrice di mystery. Pubblicato nel 1981, in Italia è stato presentato nel 1982 nella collana Il Giallo Mondadori con il numero 1743.

## Trama
Sarah Favor vive in una famiglia creata ad arte dalla romanziera Corinna Favor. La donna ha raccolto alcuni giovani parenti, tutti dotati di talento, e ne ha promosso le carriere. Solo uno di loro, Fred Briggs, non si è integrato: figliastro di Corinna e abbandonato dal padre (che ha fatto perdere le proprie tracce), Fred ha alternato periodi di assenza inspiegata a convivenza disturbata con gli altri membri della famiglia. Quando Sarah, che ha accompagnato all'aeroporto il cugino e fidanzato Fitz, partito per il consolato di un piccolo paese africano, al ritorno a casa, trova Fred assassinato nel salotto, tutti i familiari rifiutano di informare la polizia, accampando le scuse più egoiste (un debutto, una cerimonia di premiazione). Perciò la giovane non si stupisce quando, attorno a lei, cominciano a verificarsi incidenti piuttosto gravi. Fitz è fatto rientrare a casa, ma Sarah scoprirà che la sua famiglia poggia su basi di pura scalata sociale, tanto da contemplare il delitto, perché Fred non sarà il solo a morire.

## Personaggi principali
- Corinna Favor, romanziera
- Sarah, Fanny, Fitz, Norm, Rosart, nipoti di Corinna
- Nancy (Nanny) Butterling, ex studentessa
- Fred, figliastro di Corinna
- Len Briggs, padre di Fred
- Gus, giardiniere
- Capitano Wood, della polizia distrettuale
- Barney Cloom, della polizia distrettuale
- Jim, funzionario del Dipartimento di Stato

## Edizioni
- Mignon G. Eberhart, Family Affair, Warner Books, New York ©1981
- Mignon Good Eberhart, Affare di famiglia, traduzione di Oriella Bobba, collana Il Giallo Mondadori n. 1743, Milano 1982